# Louise Reiss
Louise Marie Zibold Reiss (* 23. Februar 1920 in Queens, New York City; † 1. Januar 2011 in Pinecrest, Florida) war eine US-amerikanische Ärztin, die für die so genannte „Milchzahn-Untersuchung“ bekannt wurde. Es war eine Untersuchung der Zähne von Kindern, die in den 1950er und 1960er Jahren im Gebiet von St. Louis geboren wurden. Damit sollten die Auswirkungen von Atomtests erforscht werden. Die Resultate zeigten, dass bei Kindern, die 1963 geboren wurden, um bis zu fünfzigfach höhere Werte von 90Sr gefunden wurden als bei Kindern, die vor dem Start regelmäßiger Atomtests geboren wurden. Vorläufige Ergebnisse von Ende 1961 trugen dazu bei, US-Präsident John F. Kennedy davon zu überzeugen, den Vertrag über das Verbot von Kernwaffenversuchen in der Atmosphäre, im Weltraum und unter Wasser zu unterzeichnen, um die oberirdischen Atomtests zu beenden.

## Leben
Reiss wurde in Queens, New York City, geboren und erkrankte als Kind an der Kinderlähmung. Sie plante ursprünglich Kunst zu studieren, entschied sich nach Ausbruch des Zweiten Weltkriegs jedoch für ein naturwissenschaftliches Studium.
Sie schloss ihr Medizinstudium am Woman’s Medical College of Pennsylvania (heute Teil des Drexel University College of Medicine) ab und absolvierte ihr Praktikum und die ärztliche Weiterbildung am Philadelphia General Hospital, wo sie ihren späteren Mann Eric Reiss kennenlernte. Zusammen mit ihrem Mann zog sie nach San Antonio, Texas und später nach St. Louis, nachdem ihr Mann eine Stelle an der Washington University School of Medicine erhalten hatte. Sie selber war beim Gesundheitsamt der Stadt St. Louis angestellt und führte Polioimpfungen für Kinder durch.

## Milchzahn-Untersuchung
1959 gründeten Reiss und ihr Mann mit dem Umweltforscher Barry Commoner und anderen das Greater St. Louis Citizens’ Committee for Nuclear Information, das in Zusammenarbeit mit Saint Louis University und der Washington University School of Dental Medicine die Milchzahnuntersuchung startete, um die Auswirkung der Atomtests auf den Menschen zu untersuchen. Reiss leitete die Untersuchung von 1959 bis 1961. Die Untersuchung konzentrierte sich auf das Vorkommen von 90Sr, einem karzinogenen, radioaktiven Isotop, das durch die oberirdischen Atomtests vor 1963 in die Atmosphäre gelangte. Das Isotop wird über Wasser und Milcherzeugnisse aufgenommen und lagert sich aufgrund der chemischen Ähnlichkeit zu Calcium in Knochen und Zähnen ab. Reiss besuchte Schulen und Erziehungseinrichtungen und überzeugte Eltern, die Milchzähne ihrer Kinder der Untersuchung zu übergeben. Als Gegenleistung erhielten sie einen Button mit der Aufschrift „I gave my tooth to science“ (etwa „Ich gab meinen Zahn der Forschung“). Das Team schickte Umschläge zur Sammlung an die lokalen Schulen und die Zähne wurden ursprünglich zu Reiss’ Wohnung geschickt, wo sie sortiert wurden. Bis zum Ende der Untersuchung 1970 wurden etwa 320.000 Zähne von Kindern unterschiedlichen Alters gesammelt.
Das Ergebnis der Analyse von Tausenden von Zähnen wurde am 24. November 1961 im Science veröffentlicht und zeigte eine deutliche Zunahme radioaktiver Verbindungen in den Zähnen. Präsident John F. Kennedy wurde auf die Ergebnisse der Studie aufmerksam gemacht, zu der Zeit befand er sich mit dem Vereinigten Königreich und der Sowjetunion in Verhandlungen über eine Kontrolle der Atomtests. Weitere Analysen des Teams zeigten, dass die aufgenommenen 90Sr-Mengen um bis zu fünfzigfach höher waren als bei Kindern, die vor den Atomtests geboren wurden. Reiss’ Mann sagte diesbezüglich vor dem United States Senate aus, als dieser über die Ratifizierung des Vertrags über das Verbot von Kernwaffenversuchen in der Atmosphäre entscheiden musste. Spätere Untersuchungen zeigten, dass bei Kindern, die nach 1968 geboren wurden, nach Inkrafttreten des Vertrages die 90Sr-Werte um fünfzig Prozent zurückgingen.

## Tod
Reiss starb am 1. Januar 2011 im Alter von neunzig Jahren an den Folgen eines Herzinfarktes, den sie zwei Monate zuvor erlitten hatte. Sie hinterließ ihren Sohn Eric Reiss sowie zwei Enkel und drei Urenkel.

## Veröffentlichungen
- L. Z. Reiss: Strontium-90 Absorption by Deciduous Teeth. In: Science. 134, 1961, S. 1669–1673. doi:10.1126/science.134.3491.1669 PMID 14491339